# Vlag van de Elzas
De vlag van Elzas (Elzassisch: Rot un Wiss of Rot-un-Wiss, "rood en wit") is de oorspronkelijke rood-witte vlag van de regio en kan worden herleid tot het rood-witte banier van Gerard van Lotharingen in de 11e eeuw.
Vooral sinds de invoering van de nieuwe Franse regio Grand Est wordt de traditionele Rot un Wiss-vlag van de Elzas veel gepromoot door de voorstanders van de autonome beweging voor de Elzas.

## Geschiedenis

### Rot un Wiss(uit de 11e eeuw)
De oorspronkelijke vlag van de Elzas, de Rot un Wiss, stamt uit het rood-witte banier van Gerard van Lotharingen in de 11e eeuw.
De kleuren rood en wit komen vaak voor op de wapenschilden van de Elzasser steden als Straatsburg, Mulhouse, Sélestat, en ook van veel Zwitserse steden, vooral in de regio Basel-Landschaft.

### Departementale en regionale vlaggen
Misschien omdat de Rot un Wiss de Germaanse wortels van de Elzas markeert, werd deze in 1949 vervangen door een nieuwe vlag die de vereniging van de twee departementen Haut-Rhin en Bas-Rhin voorstelde, echter zonder echte historische relevantie. Daarna werd de vlag aangepast om er iets anders uit te zien, maar nog steeds de twee departementen te vertegenwoordigen. De vlag wordt momenteel gebruikt door de Europese collectiviteit van de Elzas die in januari 2021 werd opgericht.

Prinsbisdom Straatsburg (982–1803)
Elzas-Lotharingen (1871–1918)
Onofficiële vlag van de Elzas uit het begin van de 20e eeuw, gebruikt door voorstanders van meer autonomie.
Sovjetrepubliek Elzas-Lotharingen, rode vlag (1918)
De officiële vlag van de Elzas 1949-2008, die de twee departementen Haut-Rhin en Bas-Rhin vertegenwoordigt
De officiële vlag van de Elzas 2008-heden
Vlag van de voormalige regio Elzas 2011-2016

## Erkenning
Er is controverse over de erkenning van de Elzasser vlag.
Om de regio te "Francosificeren" is de Rot un Wiss niet erkend door de Franse overheid. Sommige Franse politici hebben dit ten onrechte een "nazi-uitvinding" genoemd, terwijl de Rot un Wiss nog steeds bekend staat als het echte historische embleem van de regio bij het grootste deel van de bevolking en de parlementen van de departementen.
Vervolgens is de Rot un Wiss veel gebruikt tijdens protesten tegen de oprichting van een nieuwe "superregio" Grand Est, waarin Champagne-Ardenne, Lotharingen en de Elzas samenkomen, met name op het vrijheidsbeeld van Colmar.